# Dàvid Grosclaude
Dàvid Grosclaude (en francès David Grosclaude) (Chinon, 14 d'abril de 1958) és un periodista i polític occitanista originari del Bearn (Gascunya), conseller regional d'Aquitània, fill del també occitanista Miquèu Grosclaude.
Participà en la creació de les primeres emissions de televisió en occità de France-3. El 1983 fou un dels patrocinadors de Ràdio País que emetia en occità, el 1994 creà el diari d'informació general en occità La Setmana, el 1995 la revista per a infants Plumalhon i el 2000 la revista Papagai, de les quals ha estat editor. Fou el traductor d'Asterix a l'occità. El 1988 fou un dels creadors del grup Entau Païs. President del Partit Occitan, a les eleccions regionals franceses de 2010 assolí un escó de conseller regional d'Aquitània a Bordeus mercè un acord amb Europa Ecologia-Els Verds. Fou president de l'Institut d'Estudis Occitans de 2001 a 2010. Ha col·laborat sovint amb el Centre d'Agermanament Occitano-Català.

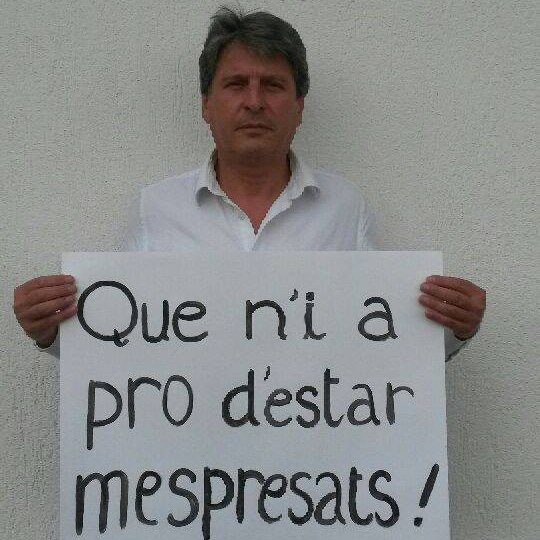
Grosclaude el 2015 protestant per la posada en marxa de l'OPLO. S'hi llegeix el lema "N'hi ha prou de ser menystinguts"

El maig del 2015 va començar una vaga de fam per pressionar el govern francès a crear l'Oficina Pública de la Llengua Occitana promesa des de molt de temps. Després d'una setmana d'acció, el govern va cedir.

## Obra
- Grosclaude, David; Caran d'Ache, (il·lustracions). Les joies du plein air (en francès).  París: Plon, Nourrit et Cie, 1990.
- Astérix a l'escòla gallesa, catòrze istòrias completas d'Astérix (en occità), 2004. (traductor)